# 茂木史朗
茂木 史朗（しげき しろう、1905年（明治38年）11月1日 - 1945年（昭和20年）4月7日）は、日本の海軍軍人。最終階級は海軍大佐。戦艦「大和」 航海長。愛媛県出身。海軍兵学校53期。重巡「鳥海」や戦艦「榛名」などで航海長を歴任し、巧みな操艦技術で知られた。沖縄水上特攻作戦直前に戦艦「大和」の航海長に着任。最期は艦橋で主羅針儀に身を括り、艦と運命を共にした。

## 経歴
1905年（明治38年）、松山市河原町に 父 木和村 利平、母 ツネヨの四男として生まれた。版画家の木和村 正次郎(創爾郎)は次兄である。幼くして両親と死別し、1914年（大正3年）3月24日に母 ツネヨの実弟である茂木 氏男の養子となる。

松山中学校（現愛媛県立松山東高等学校）4年修了で1922年（大正11年）8月26日海軍兵学校（53期）に進み、1925年（大正14年）7月14日に同校卒業。同期には、記念艦「三笠」の艦長を務めた福地 誠夫、革命児と呼ばれた藤井 斉がいる。卒業後は潜水艦や上海陸戦隊に配属された。

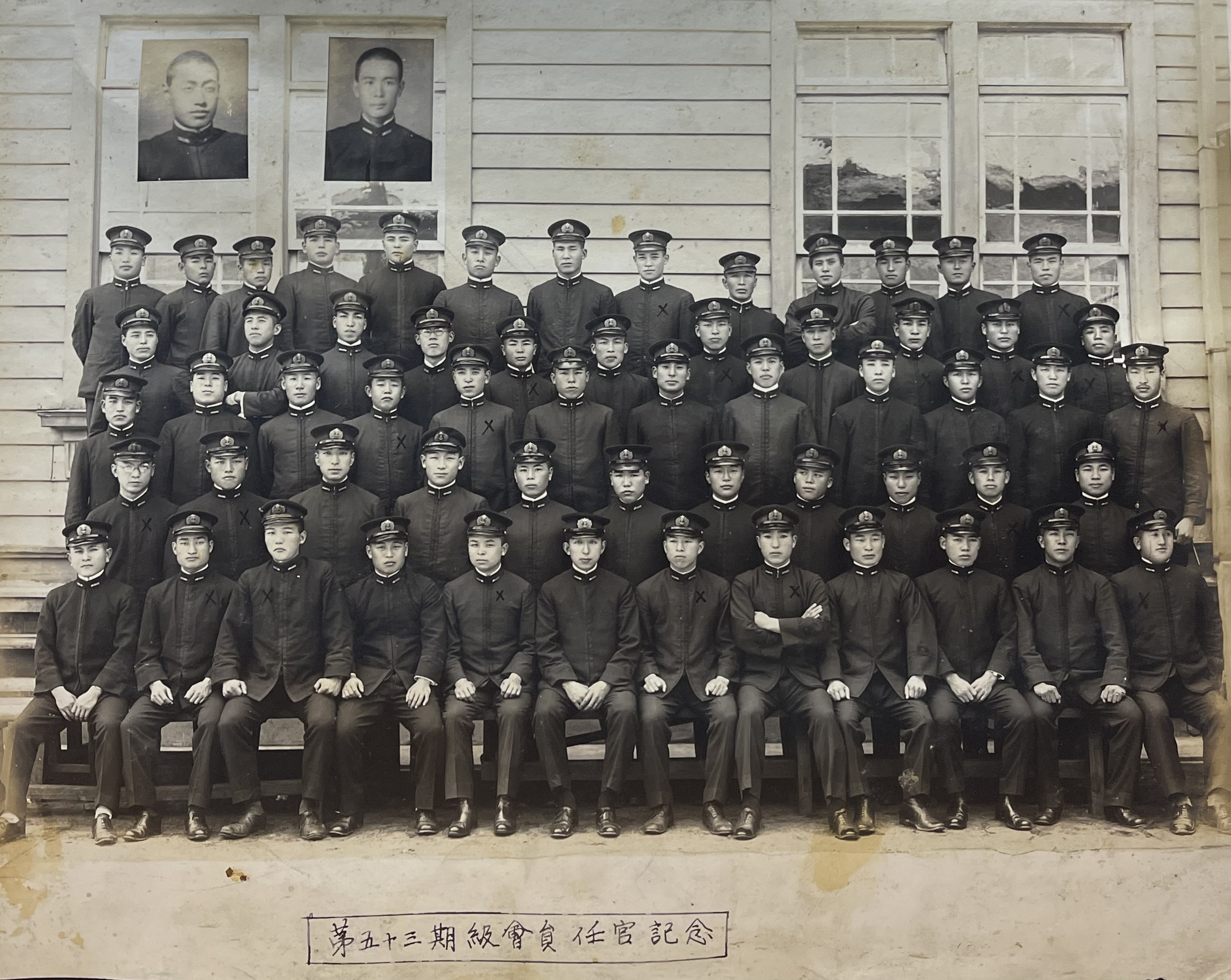
海軍兵学校53期級会員任官式。前列左から２人目に藤井 斉、3列目左から6人目に茂木 史朗

1932年（昭和7年）第6期航海学生を卒業してからは航海畑一筋で、「伊号第56潜水艦」、「伊号第68潜水艦」、給油艦「知床」、軽巡洋艦「球磨」、駆逐艦「朧」、軽巡洋艦「神通」などで航海長を歴任した。

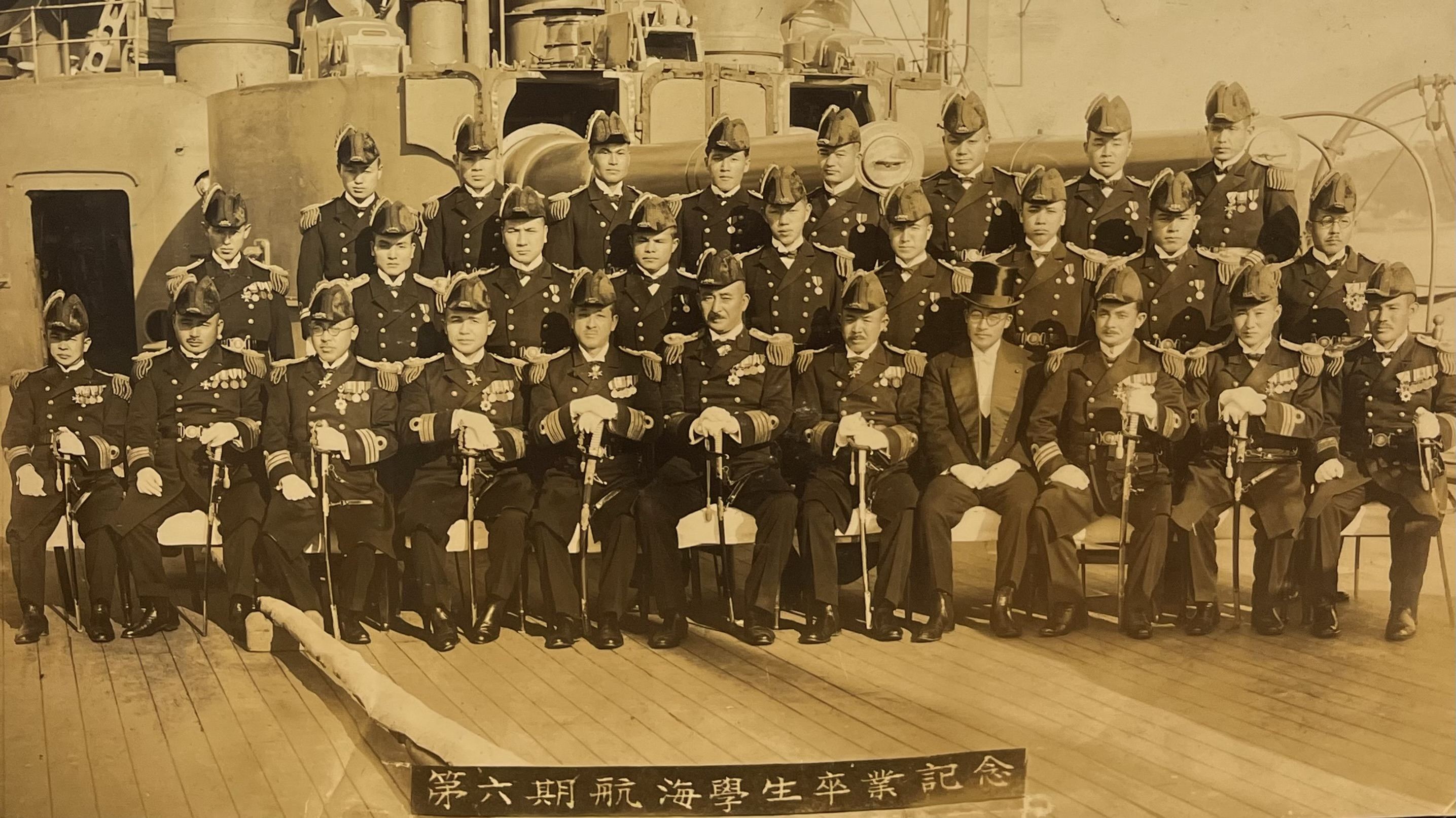
第6期航海学生卒業記念写真。前から2列目、右から2人目に茂木 史朗大尉（当時）

また、1938年（昭和13年）12月から海軍兵学校教官・監事を務め、航海科教官として67期から71期の生徒たちを指導した。海兵70期には、後に初の神風特別攻撃隊の一隊である「敷島隊」を指揮する事になる関 行男中佐、海兵71期には臼淵 磐少佐がいる。

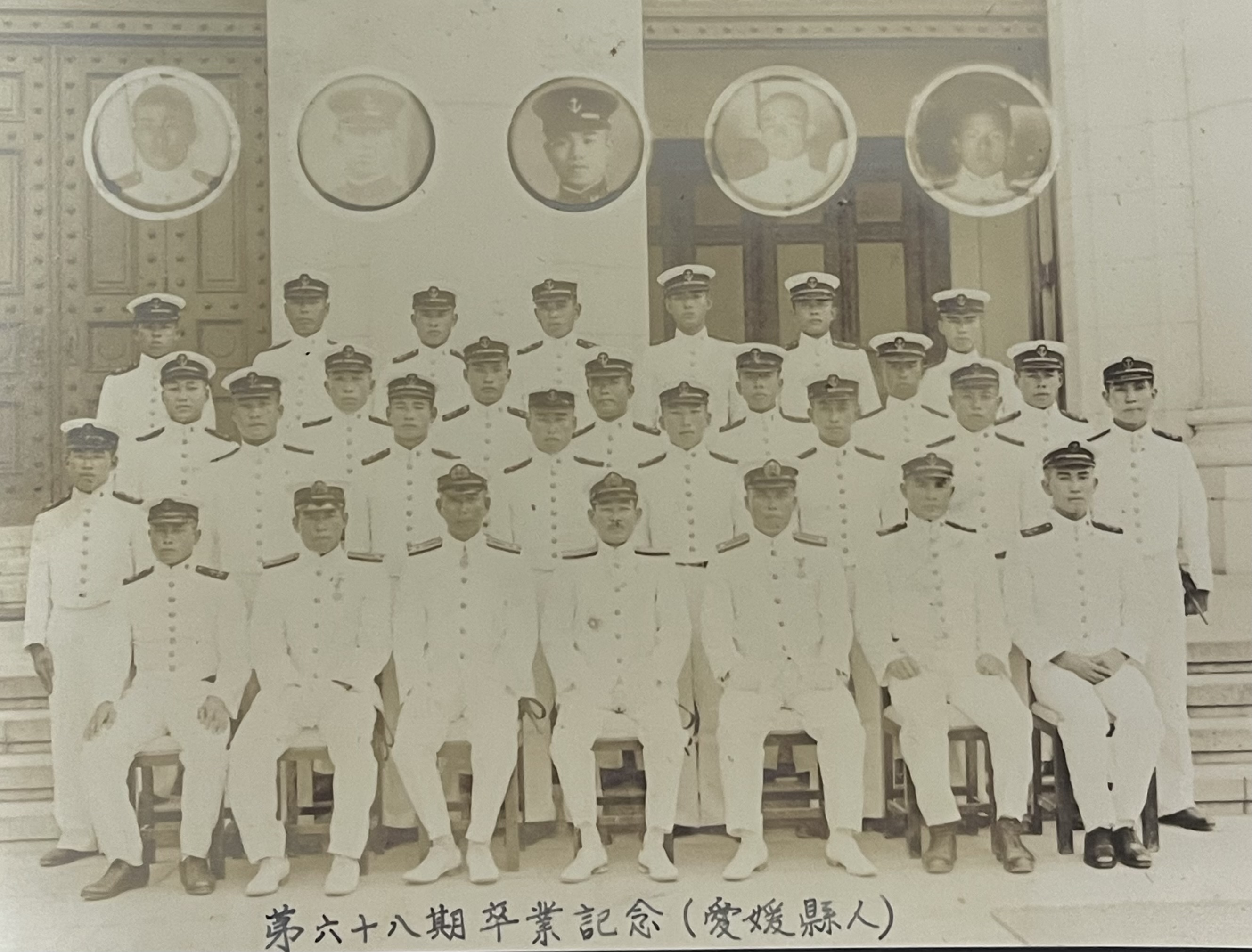
海軍兵学校第68期卒業記念写真（愛媛県人）前から3列目、左から3人目に関 行男（当時学生）。前列左から2番目に茂木 史朗少佐（当時）。第68期の卒業生とともに同郷人として関 行男が写っている。

太平洋戦争開戦は、重巡洋艦「鳥海」航海長として迎え、マレー作戦、蘭印作戦に参加。1942年（昭和17年）7月、「鳥海」はニューギニア・ソロモン方面を担当する第八艦隊の旗艦となり、第一次ソロモン沖海戦、ガダルカナル島への艦砲射撃、第三次ソロモン沖海戦にも参加している。
1943年（昭和18年）6月には 戦艦「榛名」航海長となり、翌年のマリアナ沖海戦、レイテ沖海戦に参加した。
開戦以来その大半を前線で過ごし、数々の海戦に臨みながらも巧みな操艦で乗艦を沈めることはなかった。
1945年（昭和20年）2月15日、戦艦「大和」航海長兼分隊長に発令され、同月19日に着任する（厚生労働省の軍歴による）。一方で、当時の乗員による証言では「着任からわずか半月ほどで出撃となった。」との回想もあり、公式記録と証言との間に若干のずれがある可能性も指摘されている。その後、4月6日に天一号作戦が発令され、山口県の三田尻沖（周防灘、徳山湾湾口の西方約14.8キロメートルにある。南東方に開いた港。湾内の広さ約2キロメートル）から沖縄へ向けて出撃。翌4月7日の坊ノ岬沖海戦にて艦と運命を共にした。享年40歳。

## 最期
坊ノ岬沖海戦において「大和」の第一艦橋にとどまり、艦と運命を共にしたことが複数の証言により明らかになっている。「総員上甲板」の命令が伝えられた際、茂木は無言のまま自らの脚をジャイロコンパス（転輪羅針儀）に晒木綿の白布で固縛していた。それを見た森下 信衞参謀長が「航海（長）、貴様何をしてる。馬鹿な事はやめて早く外へ出ろ。」と促したが、茂木は応じなかった。航海士・山森 直清中尉（海兵73期）は、茂木を「有賀艦長を小型にしたような武将型で、落ち着いた人だった。体を縛っても悲壮な感じはなく、立派だと思った。」と述懐している。能村次郎や浅田満夫、石田 恒夫、吉田満ら複数の回想・戦記にも、艦橋最期の状況として茂木と花田掌航海長が毅然とした態度でその場に残り、「大和」と運命を共にした様子が記録されている。

## 逸話

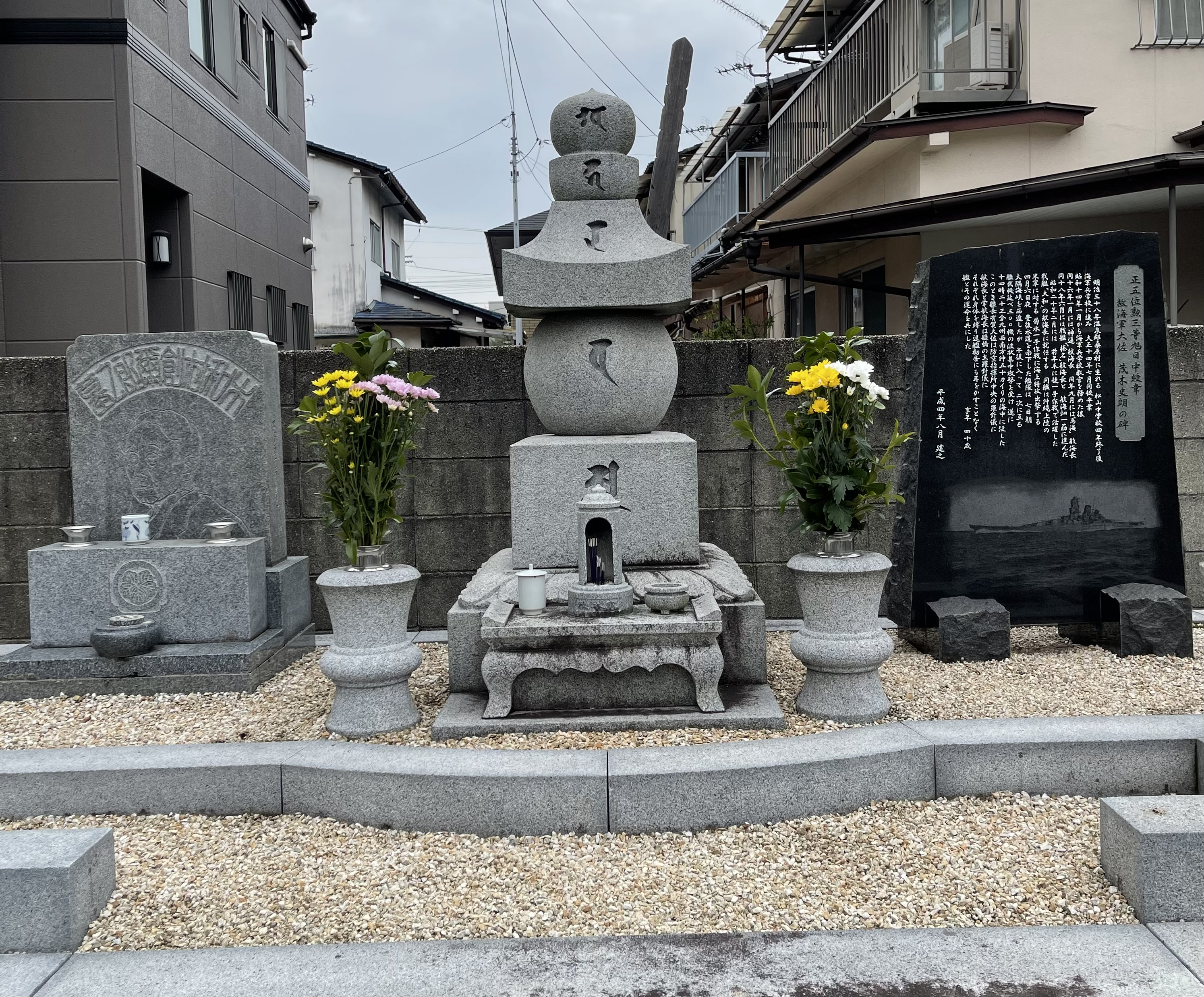
左から木和村家墓所、茂木家墓所、茂木史朗慰霊碑

・長女の汀子は呉で開催された大和追悼式（2022年（令和4年）4月7日）に参列し、「立派な追悼式でした。自宅から出ていく父を、窓からさようならと言って手を振って見送ったのが最後でした。映画にも連れて行ってくれた優しい父。最後に見た映画は忠臣蔵でした。」と追想している。

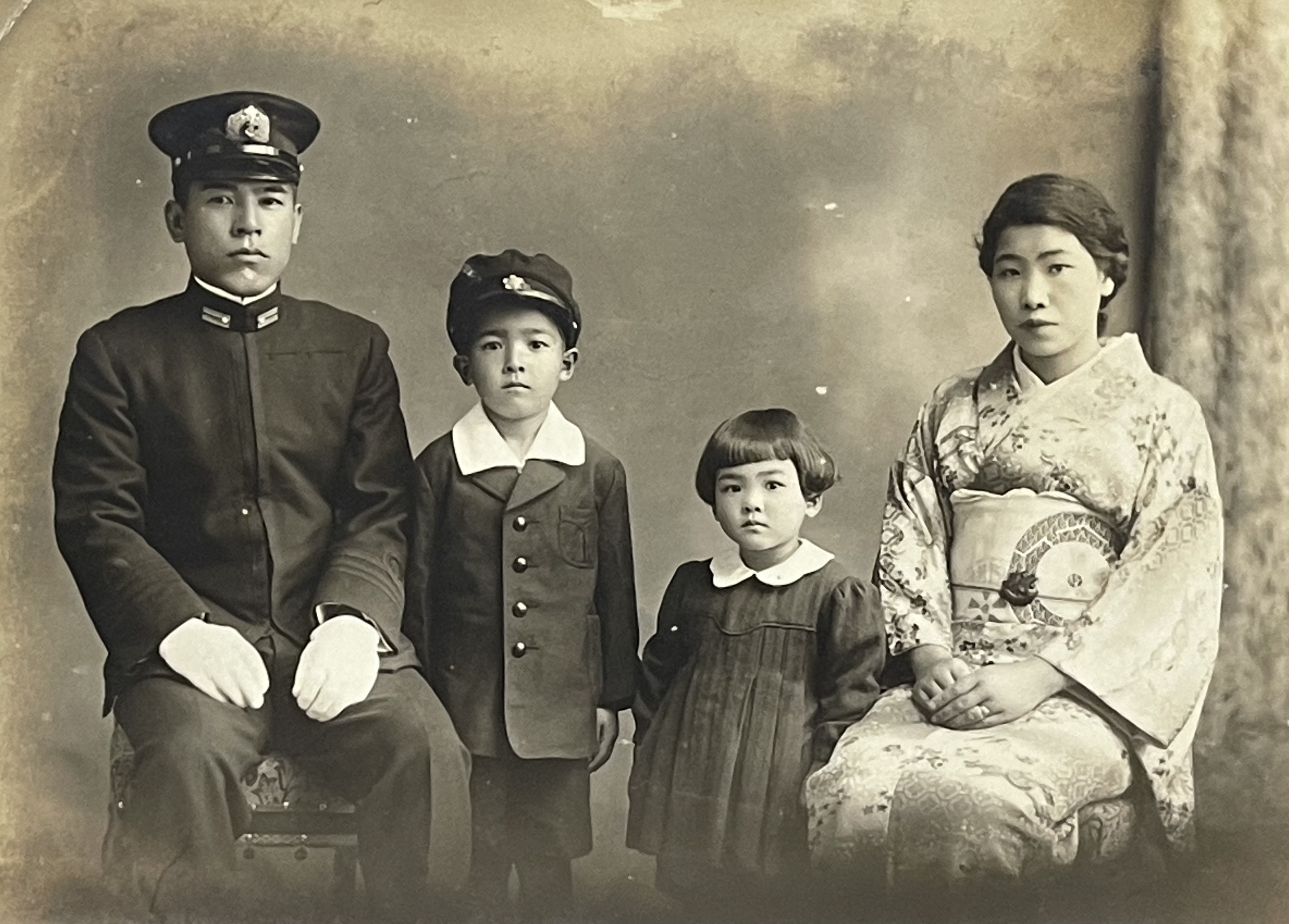
1939年（昭和14年）頃の家族写真。左から茂木 史朗少佐（当時）、洋一（長男）、汀子（長女）、冨美子（妻）

・茂木は重巡「鳥海」や戦艦「榛名」で航海長を務めた後、1945年（昭和20年）2月（厚生労働省軍歴による）に戦艦「大和」へ着任した。操艦技術は海軍内でも高く評価されていたが、「大和」は操艦法が異なっていたため、前任の津田 弘明大佐は有賀艦長と相談し、『通常は半日で済む引き継ぎを約一週間かけて実地でじっくり行うこととした。』と回想している。
・「榛名」航海長としてレイテ沖海戦に臨んだ際、1トン爆弾を搭載したB-17爆撃機7機編隊と遭遇した。この時、爆撃をかわすべく、まず取舵に切って進路を変え、敵の照準を外させたのち、間髪を入れず面舵へ転じた。この面舵転舵は時機の見極めが難しい操艦であったが、茂木はその好機を果断に実行した。重永 桂秀艦長（海兵46期）は後年「茂木君が鋭敏に看破して断行した英断によるものと敬服している。」と述懐している。
・茂木が「大和」の航海長を務めた期間は短く、燃料不足から操艦訓練の機会もほとんどなかったため、回避運動について十分ではなかったのではないかとする評価がある。しかし当時の航海士・山森 直清中尉は「森下参謀長は回避運動の指示が非常に優れていたが、あの状況では誰が操艦しても魚雷を回避し沖縄へ突入することはできなかっただろう。」と証言している。
・特攻出撃を翌日に控えた夜、兵員居住区では、若い士官たちが酒を酌み交わしていた。茂木はそこを訪れ、自ら上着を脱ぎ腕まくりをして、腕相撲を持ちかけた。次々に挑んできた航海科士官たちを圧倒し、「どうだお前たち、おれに命をくれるか」と問うと、「どこまでも行きます」と声が上がり、士官たちが彼を担いで回ったという。浅羽 滿夫元少尉は後年、「今、あの時の航海長の心情を思えば、胸が締め付けられるように感じる。」と述懐している。

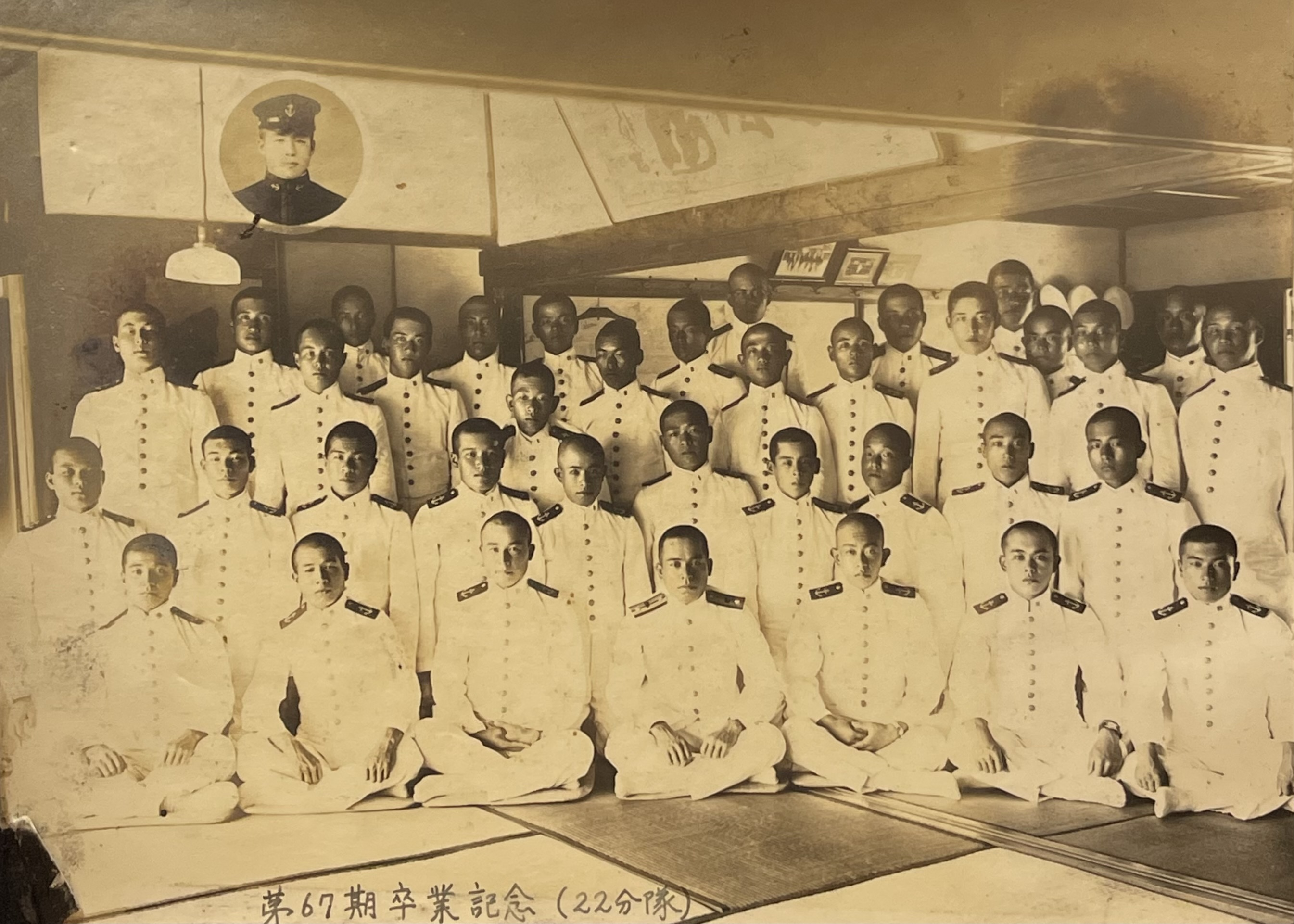
海軍兵学校67期卒業記念（第22分隊）。前列左から4人目に茂木 史朗大尉（当時）

・若き日の茂木は、呉の小さな店や青島のダンスホールで同期とともにダンスを楽しんだという思い出話もある。ダンスに長けた彼は、仲間と目配せをしながらビールを酌み交わし、時に藤山一郎がメガホン片手に歌う日米ダンスホールで夜更けまで踊り明かしたという。
・五十三期の仲間たちに向けて茂木自らが作った歌「五十三期」の楽譜がクラス会誌に残されており、戦後仲間たちが慰霊祭を開催し「茂木君、君のこの名作を六十年も眠らして置いてご免なさい。」と語りかけて合唱を捧げた。
『
　　五十三期　茂木史朗
一、我が神州の誇とて　玲瓏高き富嶽あり　我が海軍の花として
　　静美を兼ねる江田の島　彼ぞ我等が理想の山　此ぞ我等が揺籃の地
二、華府条約の五の三を　我等が腕と意気をもて　補ひ奉り鴻恩の　
　　万が一をも報ひんと　六十の士が手をとりて　生まれ出たる五十三期
三、三年が昼夜相共に　赤き煉瓦に起き臥しぬ　古鷹山に登りては
　　浩然覇気を養ひし　江田湾外に漕ぎ出ては　鉄の腕（かいな）を鍛へてし
四、学びの庭を立出でて　第二の母校磐手艦　甲板洗ふ冬の朝
　　石炭運ぶ夏の午　檣（マスト）登りや天測に　我等は共に鍛はれぬ
五、頃は落葉の秋の未　遠く祖国を後になし　我が同胞（はらから）が活躍の
　　南支南洋歴（へ）巡りて　羊群遊ぶ白濠や　新西蘭訪れぬ
六、かくて四月の花の頃　懐かし故国に帰港せば　三年半の春秋を
　　共に学びし級友も　互いに握手励ましつ　各艦船に分かれけり
七、よしや其身は東西に　相離るとも我々の　心は常に相寄りて
　　互に扶け誡しめつ　富士の高きを理想とし　勇み進めよ五十三期』

・ある回想録では、茂木が松山中学で河本 広中（海兵53期）とともに学び、茂木が首席、河本が次席であったことが記されている。執筆者は、後に茂木が「大和」の航海長として「羅針儀に体を括り艦と共に沈んでいったことはあまりにも有名である。」と述べている。また、茂木と自身の母が松山藩主久松家の一族である縁にも触れ、慰霊碑を建立した汀子の行動を称賛している。

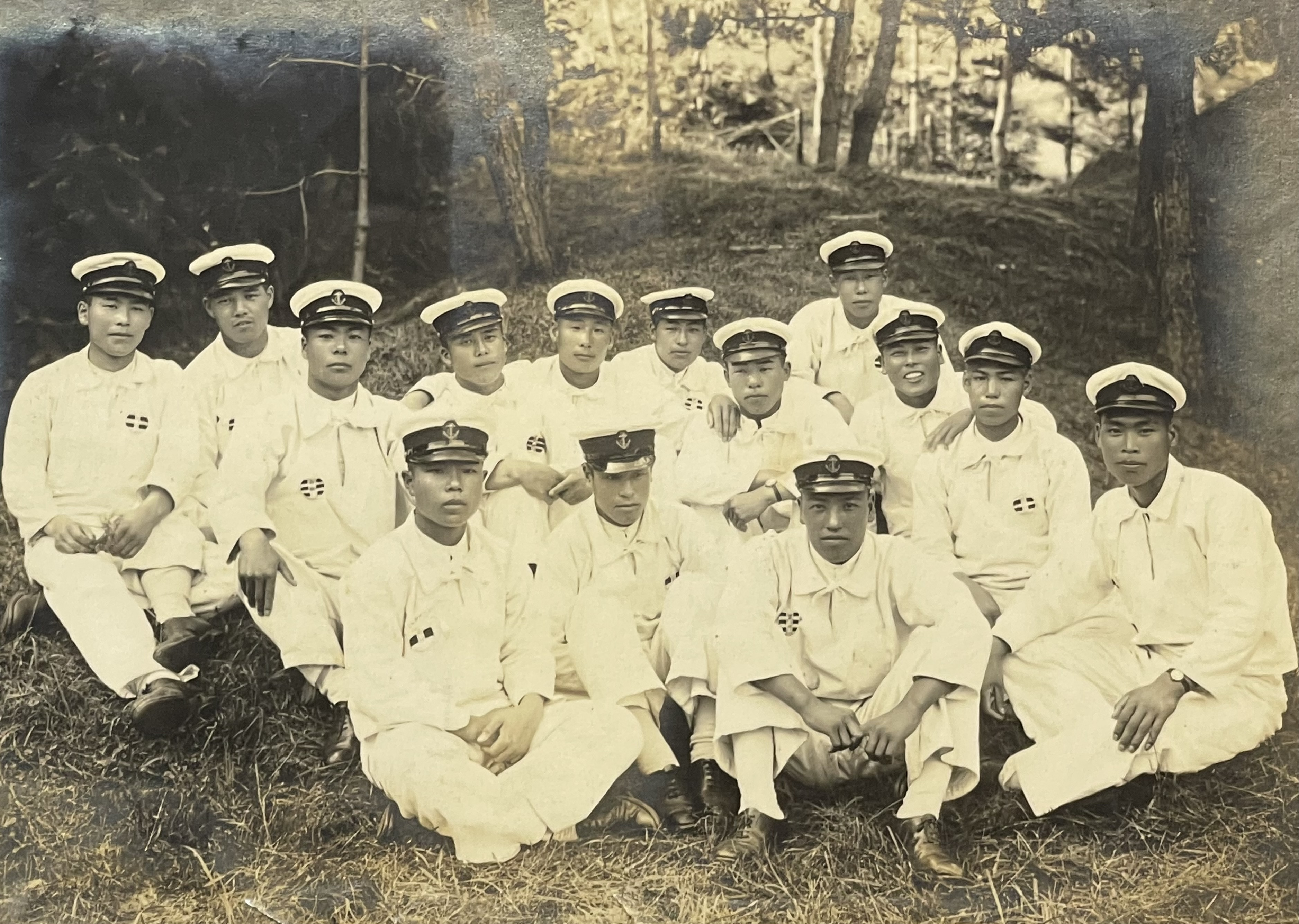
1925年（大正14年） 海軍兵学校生徒53-56期愛媛県人会（後列左から６人目に河本 広中、その右に茂木 史朗）

## 年譜
- 1905年（明治38年）　松山市河原町にて生まれる
- 1914年（大正3年)　茂木氏男の養子となる
- 1922年（大正11年）　松山中学校4年修了で、海軍兵学校（53期）に入校
- 1925年（大正14年）7月14日　海軍兵学校卒業。

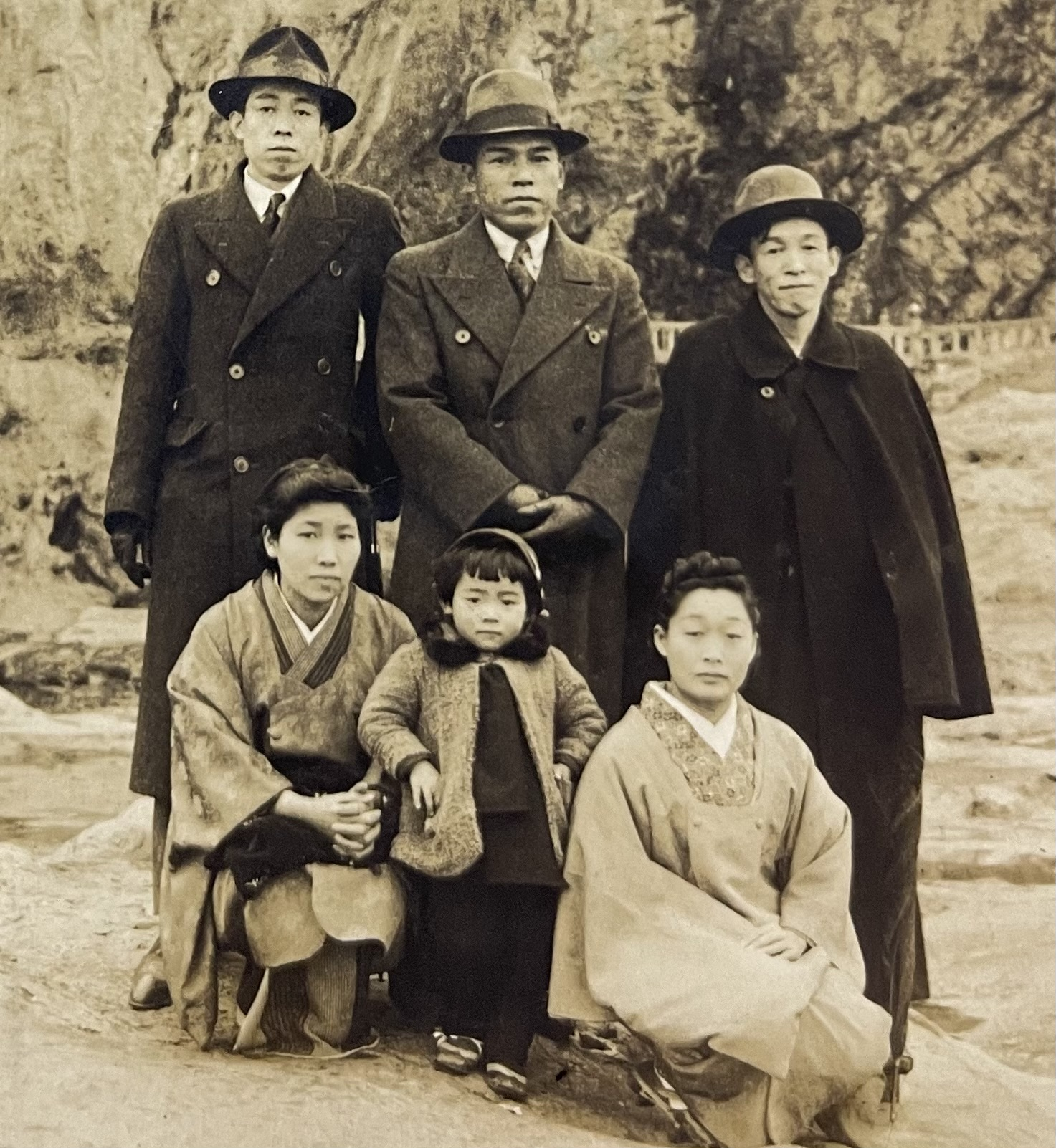
家族写真1942年（昭和17年）頃。（前列左から冨美子（妻）、洵子（次女）、貞子（正次郎妻）、後列左から伍朗（末弟）、史朗、正次郎（次兄））

- 1926年（大正15年）12月1日　海軍少尉
- 1928年（昭和3年）12月10日　海軍中尉
- 1931年（昭和6年）12月1日　海軍大尉
  - 12月10日　結婚願い提出、12月21日認許
- 1932年（昭和7年）4月24日　義父の看護により帰郷
  - 12月1日　伊号第56潜水艦　航海長就任
- 1934年（昭和9年）11月1日　伊号第68潜水艦　航海長就任
- 1935年（昭和10年）10月21日　給油艦「知床」　航海長就任
- 1937年（昭和12年）6月21日　軽巡洋艦「球麿」　航海長就任
- 1938年（昭和13年）6月1日　一等駆逐艦吹雪型「朧」航海長就任
  - 11月15日　海軍少佐
  - 12月15日　海軍兵学校教官・監事
- 1940年（昭和15年）10月15日　軽巡洋艦「神通」航海長就任
- 1941年（昭和16年）9月10日　重巡洋艦「鳥海」航海長就任
- 1943年（昭和18年）6月1日　海軍中佐
  - 6月28日　戦艦「榛名」航海長就任
- 1945年（昭和20年）2月15日　戦艦「大和」航海長就任
  - 4月7日　九州坊ノ岬沖にて戦死（享年40歳）
  - 4月7日　海軍大佐

## 茂木史朗を演じた人物
- 高岡 建治（『男たちの大和/YAMATO』2005年）